# Esteve Mateu Guiu
Esteve Mateu Guiu (La Seu d'Urgell, 26 d'octubre de 1992) és un enginyer aeronàutic, que treballa a Rolls-Royce, i jugador olímpic amb la selecció andorrana d'escacs. A la llista d'Elo de la FIDE de 2020, hi tenia un Elo de 2043 punts, cosa que el feia el jugador número 11 (en actiu) d'Andorra. Va ser campió cadet del torneig territorial de Lleida l'any 2008 i millor jugador andorrà en l'Obert Internacional d'Escacs d'Andorra l'any 2011. L'any 2014 va ser considerat el millor jugador de la lliga catalana d'escacs, juntament amb el Gran Mestre Àlvar Alonso Rosell, amb 9 punts de 11 possibles, aconseguint així la seva primera norma de Mestre Català.